# Otto Strasser
Otto Johann Maximillian Strasser, född 10 september 1897 i Windsheim, död 27 augusti 1974 i München, var en tysk nazistisk politiker. Han var bror till Gregor Strasser.

## Biografi
Strasser deltog i första världskriget, befordrades till löjtnant och deltog sedan i Freikorps störtande av bayerska rådsrepubliken. Från 1919 studerade han statsvetenskap i Berlin och engagerade sig i Tysklands socialdemokratiska parti, SPD, som han dock lämnade ett år senare.
År 1925 började Strasser skriva under pseudonym i Nationalsocialistiska tyska arbetarepartiets (NSDAP) partiorgan Völkischer Beobachter. Han blev en ledande medlem i partiet. Han utgjorde vid denna tid tillsammans med sin bror Gregor samt Joseph Goebbels (som senare försonades med Hitler och bröt med bröderna Strasser) partiets radikala vänsterflygel, som kontrollerade partiet medan Adolf Hitler satt fången på Landsbergs fästning. De förhöll sig positiva till arbetarstrejker och krävde ett fullständigt förstatligande av industrin och bankerna. De kontrollerade också stormtrupperna SA.
År 1928 startade Otto Strasser tillsammans med brodern det nationalsocialistiska "Kampförlaget" (Kampfverlag). Under hela bröderna Strassers verksamma tid i NSDAP pågick en maktkamp mellan dem och Hitler, där bröderna kontrollerade partiets media och stormtrupper och Hitler kontrollerade de folkliga mötena.
Strasser, som tillhörde den yttersta vänsterkanten inom NSDAP, uteslöts 1930 från partiet av Hitler. Strasser grundade samma år Die Schwarze Front, ett socialradikalt förbund förespråkande en icke-marxistisk så kallad tysk socialism, inkluderande bland annat korporativism och förstatligande av produktionsmedlen. 
Han blev med tiden en förbittrad fiende till Hitler och angrep denne både politiskt och personligt. Efter de långa knivarnas natt 1934, då bland andra brodern Gregor mördades, riktade han skarp kritik mot den nazistiska regimen. Strasser tvingades i landsflykt, men återkom 1955 till Tyskland. Han försökte förgäves göra politisk comeback.